# Cantonul Saint-Maixent-l'École-1
Cantonul Saint-Maixent-l'École-1 este un canton din arondismentul Niort, departamentul Deux-Sèvres, regiunea Poitou-Charentes, Franța.

## Comune
| Comune                | Populație (1999) | Cod poștal | Cod INSEE |
| --------------------- | ---------------- | ---------- | --------- |
| Augé                  | 923              | 79400      | 79020     |
| Azay-le-Brûlé         | 1.780            | 79400      | 79024     |
| Cherveux              | 1.622            | 79410      | 79086     |
| La Crèche             | 5.448            | 79260      | 79048     |
| François              | 901              | 79260      | 79128     |
| Saint-Maixent-l'École | 4.234 (*)        | 79400      | 79270     |
| Saivres               | 1.359            | 79400      | 79302     |